# Heysel
Pour les articles homonymes, voir Heysel (homonymie).
Le plateau du Heysel (en néerlandais : Heizelplateau), ou simplement le Heysel (en néerlandais : Heizel), est un quartier du nord de Laeken à Bruxelles, délimité par l'autoroute Bruxelles-Anvers ou l'avenue de Meysse, la chaussée romaine, l'avenue Houba-De Strooper et l'avenue du Parc royal (N277) et dont l'histoire est fortement liée à celle du domaine royal adjacent. Presque dénué de toute habitation, il est voué, depuis le début du XXe siècle, au divertissement, au tourisme, aux expositions et aux affaires ; il concentre aussi un patrimoine très important - comme l'Atomium -, parsemé dans les deux grands espaces verts que sont le parc de Laeken et le parc d'Osseghem. Il fut aussi le théâtre d'événements importants, tels les expositions universelles de 1935 et de 1958 et le drame du Heysel.

## Toponymie
Heysel dérive du mot néerlandais heizel qui signifie pature maigre ou colline.
Le Heyselbeek était un affluent du Molenbeek, formé de plusieurs sources sur les hauteurs d'Ossegem.
Heyssel est retenu comme toponyme sur le plan Huvenne de 1848 et dans le Dictionnaire géographique des postes aux lettres du royaume de Belgique de 1857.
Une école est inaugurée au hameau du Heysel, sans doute rue du Heysel, le 2 mai 1869.
La rue du Heysel est attestée dans un document officiel en 1875. Elle s'étendait entre la chaussée de Meysse et la rue de la Cave
Le terme Heysel s'est en fait progressivement imposé pour désigner assez largement ce quartier de Laeken, au détriment de deux autres toponymes qui en désignaient des parties plus précises : Hossegem Dries, au nord-ouest, à l'emplacement actuel du parc d'Osseghem et Kauwenberg au sud-est, autour de la chapelle Sainte-Anne.

## Histoire
Le but de cet historique est de retracer l'évolution urbanistique du quartier ; il ne saurait intégrer l'ensemble des informations contenues dans les articles auxquels il fait référence.

### Moyen Âge
Le toponyme Osseghem renvoie au nom d'une famille franque, les Ossa, vraisemblablement établis dans la région.

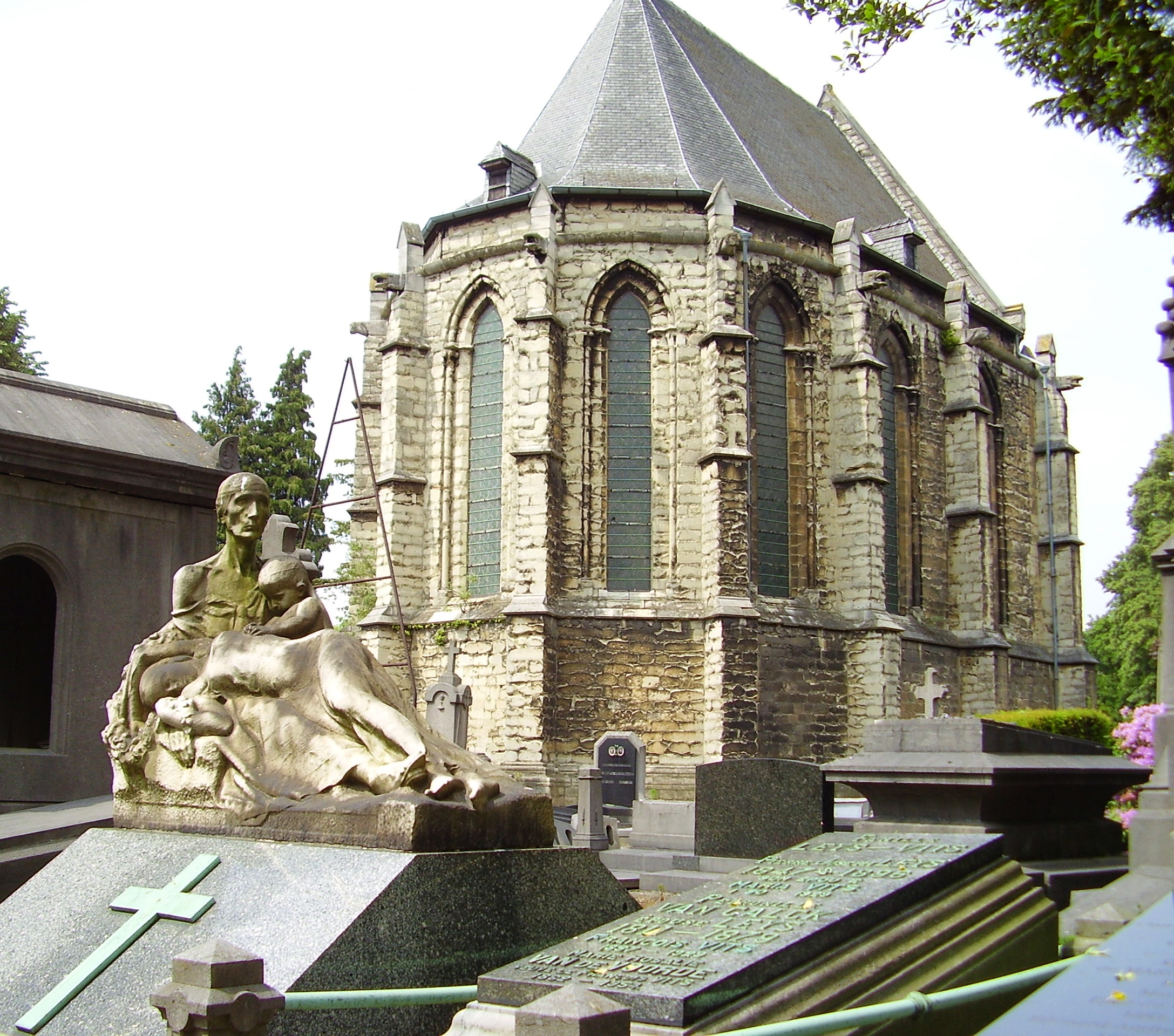
Chœur de l'ancienne église Notre-Dame de Laeken

Aux alentours du plateau du Heysel se dressaient de longue date l'ancienne église Notre-Dame de Laeken dont les origines remontent au VIIIe siècle, et la chapelle Sainte-Anne et sa source miraculeuse qui attiraient de nombreux pèlerins.
Au XVIe siècle, le château du Coensborgh occupait une île sur un étang formé par le Molenbeek. Il sera vers 1620 la propriété de la famille  Meeûs au XVIIe siècle.

### XVIIIesiècle
Au XVIIIe siècle, la beauté du paysage motive la construction du Château du Stuyvenberg, en 1725, du Château de Laeken, entre 1782 et 1784 et du château du Belvédère, en 1788.
La carte de Ferraris, qui date de 1777, ne montre pas ces châteaux mais signale la ferme d'Osseghem, située un peu au sud de l'emplacement de l'actuel stade Roi Baudouin. Elle apparaît encore sur un plan de 1910, mais a disparu avant l'exposition universelle de 1958.

### XIXesiècle
Jusqu'au XIXe siècle, donc le plateau du Heysel conservait un aspect rural et son hameau dépendait de Laeken.
Le gouvernement belge autorise le 14 octobre 1850 la construction d'une nouvelle église Notre-Dame de Laeken, destinée à remplacer l'édifice médiéval - détruit à l'exception de son chœur toujours visible dans le cimetière adjacent à l'église actuelle. Léopold Ier en posa lui-même la première pierre en 1854 mais la nouvelle église, nettement plus grande que l'ancienne, ne fut définitivement achevée qu’en 1909. Bien que située à l'écart du plateau du Heysel, par le fait d'abriter la crypte royale, la nouvelle église renforce les liens entre Laeken et la monarchie. La volonté d'orienter le nouvel édifice vers le centre de Bruxelles — et placer le chœur au nord-est au lieu de l'est —, montre aussi la volonté de la monarchie de s'impliquer dans le développement urbanistique de Bruxelles.
Une école, œuvre de l'architecte Victor Besme, est inaugurée, sans doute rue du Heysel, le 2 mai 1869,. C'est à l'époque la seconde école de la commune de Laeken. Elle se compose de quatre belles salles de 49,40 m2 chacune, pouvant contenir 53 élèves ayant chacun une quantité de 5 m3 d'air.
Dès sa montée sur le trône, en décembre 1865, Léopold II se préoccupe de la construction d'un mémorial à son père, placé dans la perspective du château de Laeken. L'aménagement d'un parc public alentours est entériné en 1867. Le parc de Laeken sera progressivement aménagé entre 1876 et 1880 sur base des plans d'Édouard Keilig, associé à l'ingénieur des Ponts et chaussées Louis Van Schoubroeck. Le parc et le monument sont achevés en 1880, pour le cinquantième anniversaire de l'indépendance du pays. Le 3 octobre 1881 le conseil communal de Laeken, décide de l'achat de 50 bancs à placer dans le parc.
Une carte de 1891 fait apparaître, environ le long de l'avenue du Centenaire qui n'existe pas encore, un vaste de domaine qui sera, à partir de 1920, celui de l'Institut normal supérieur d'économie ménagère agricole. Il comprend un château, où loge les étudiantes, une ferme, une maison pour le directeur, un jardin botanique. Il fut détruit pour l'aménagement du site de l'Exposition universelle de 1958.

L'Institut d'économie ménagère agricole d'Hosseghem
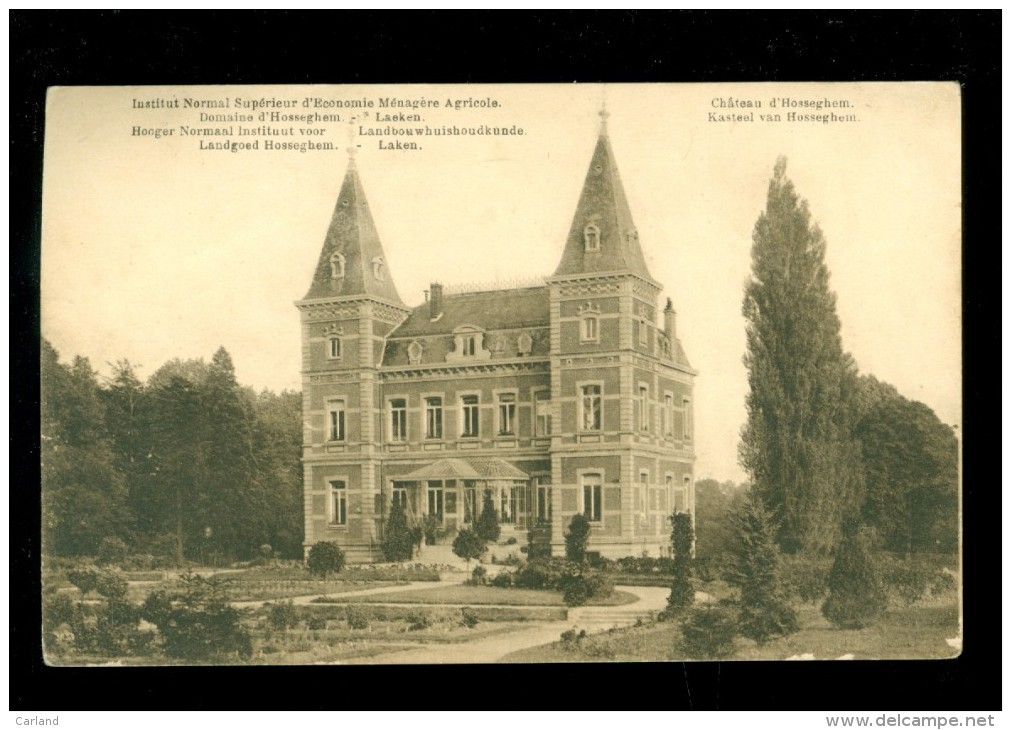
Bâtiment principal.
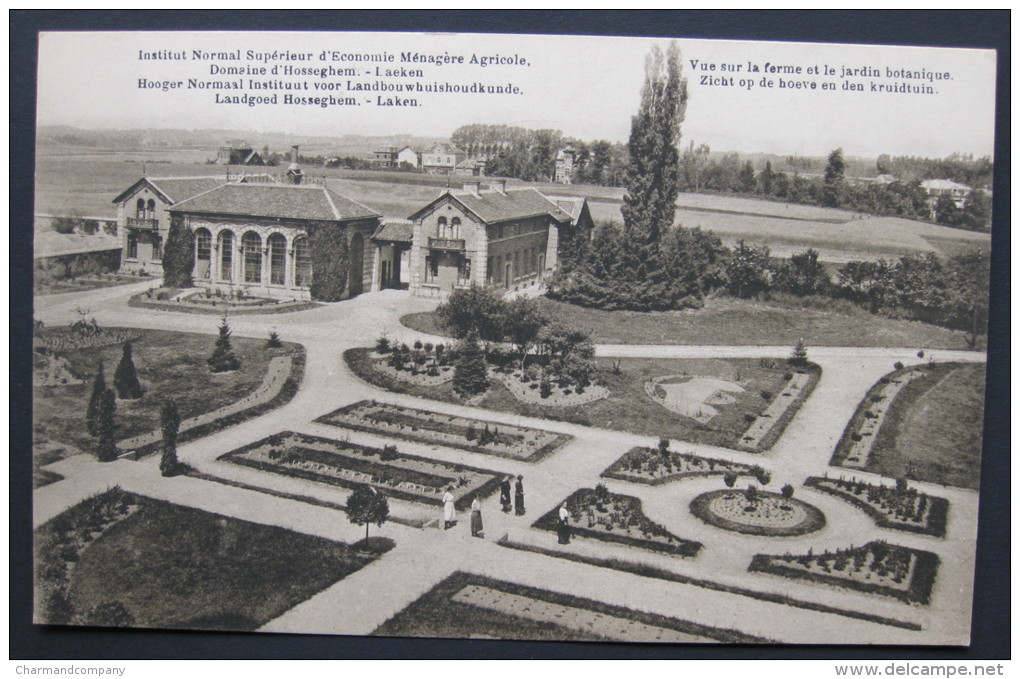
Dépendances.
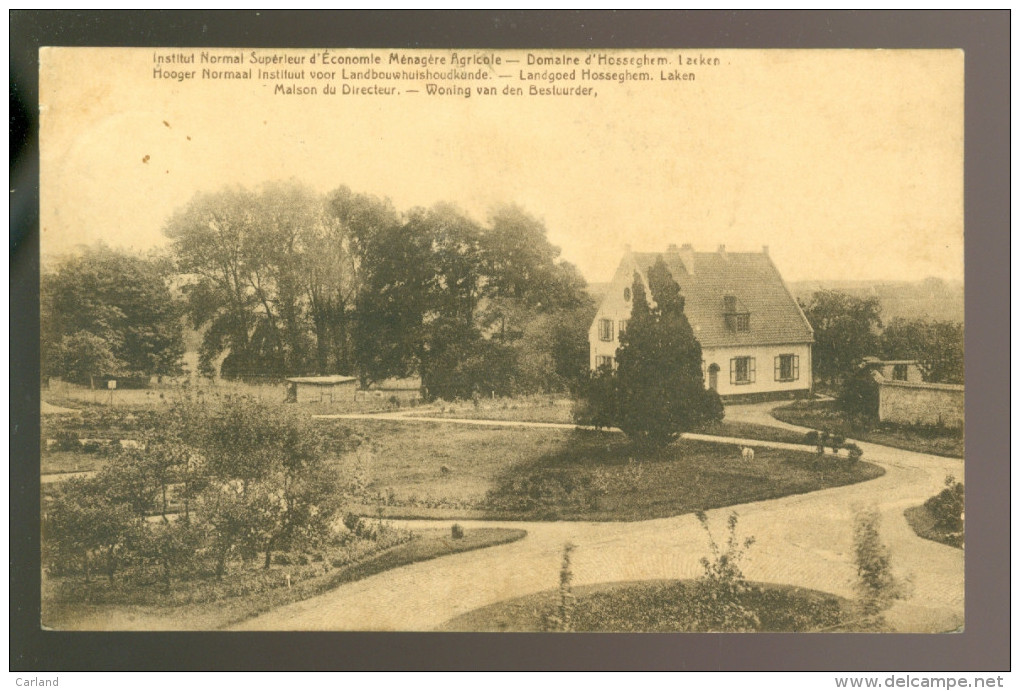
Maison du directeur.
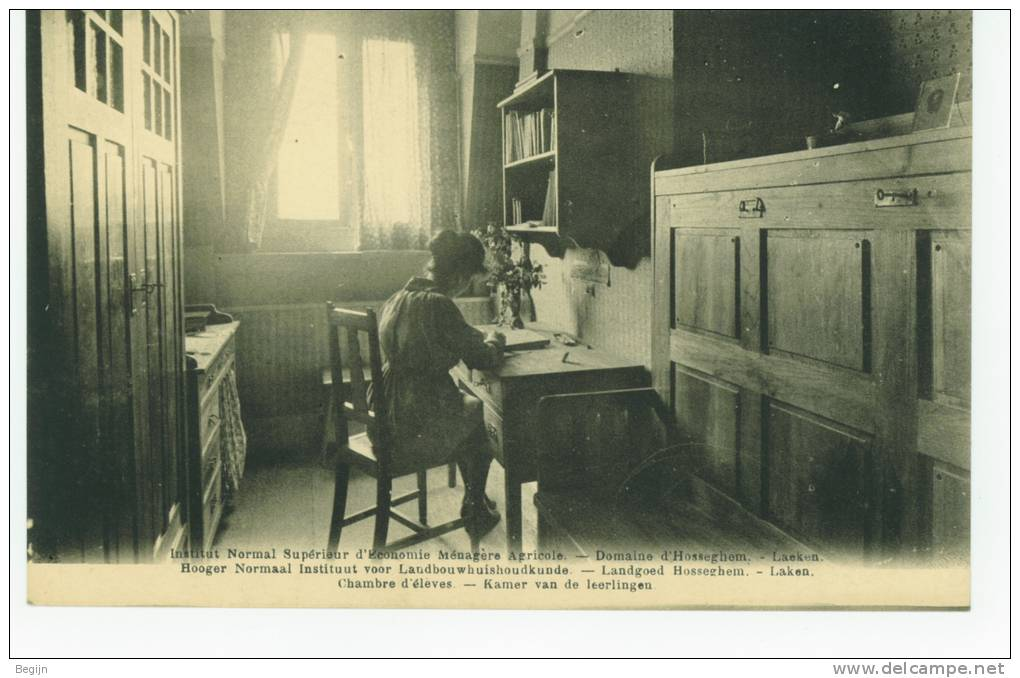
Chambre d'élève.
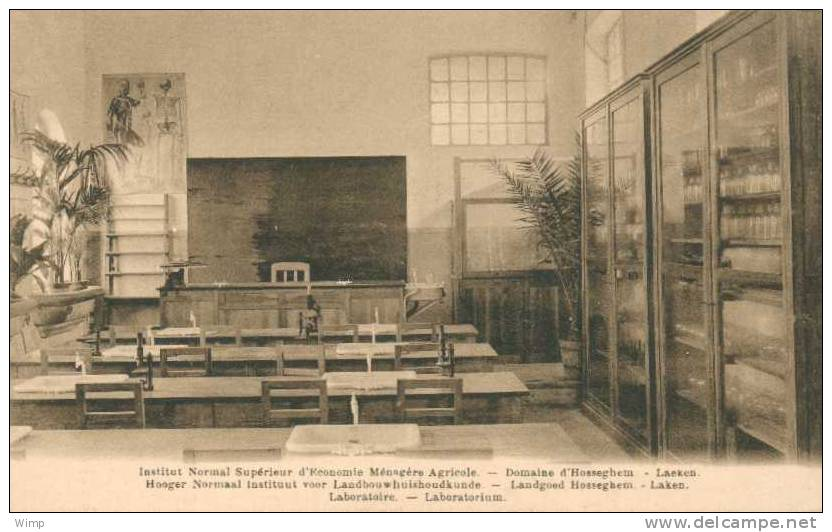
Classe.
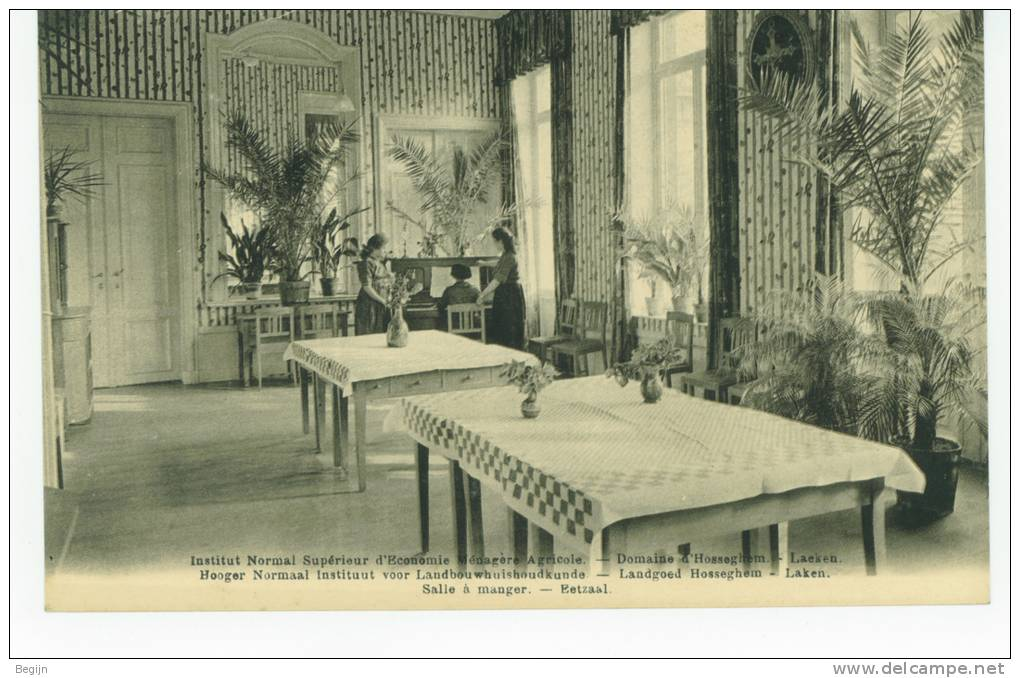
Salle à manger.

La Villa Van der Borght est construite en 1885 dans le bas de l'actuelle avenue du Centenaire - qui n'était pas encore tracée ; l'immeuble sera rasé en 1956.
Une église - parfois dite du Heysel - est construite vers 1890 - c'est l'actuelle église Saint-Lambert.
La Caserne des Grenadiers, construite , est inaugurée le 22 septembre 1902.
Les plans d’agrandissement du palais royal de Laeken entraînent la démolition de la caserne située sur son flanc droit, où résidait un détachement de grenadiers chargé, depuis 1840, de la surveillance des palais royaux. Léopold II se préoccupe de la construction d'une nouvelle caserne. Les travaux sont entamés le 7 novembre 1899 selon les plans de Jules-Jacques Van Ysendyck qui épousent un style néo-Renaissance flamande; les soldats intègrent leurs nouvelles installations le 22 septembre 1902. Les bâtiments sont désormais mis à disposition par la Belgique pour la quatrième école européenne de Bruxelles.

### Début duXXesiècle
En 1905, les 75 ans d'indépendance de la Belgique sont fêtés en grande pompe, entre autres dans le parc de Laeken.

### Le Centenaire

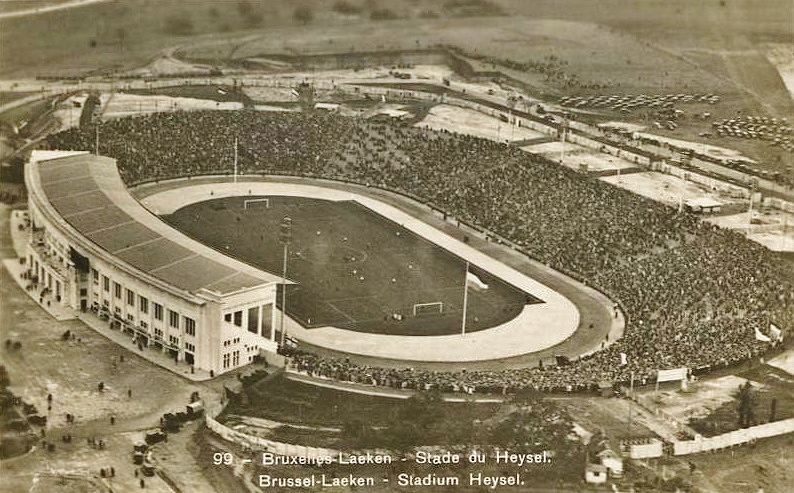
Vue du stade en 1935

En 1921, la commune de Laeken est annexée par la Ville de Bruxelles qui tracera dorénavant l'avenir du site du Heysel.
À la recherche d'un terrain pour organiser les festivités du centenaire de l'indépendance belge, Bruxelles acquiert le plateau du Heysel en 1926. Dès 1927, la Ville choisit le Heysel pour la construction d'un stade de 70 000 places. Le stade du Centenaire est inauguré dans le cadre des fêtes du Centenaire, le 23 août 1930, avec le Championnat du monde de cyclisme sur route. Il sera rebaptisé Stade du Heizel après la Seconde Guerre mondiale puis stade Roi Baudouin en 1995.

### Exposition universelle de 1935

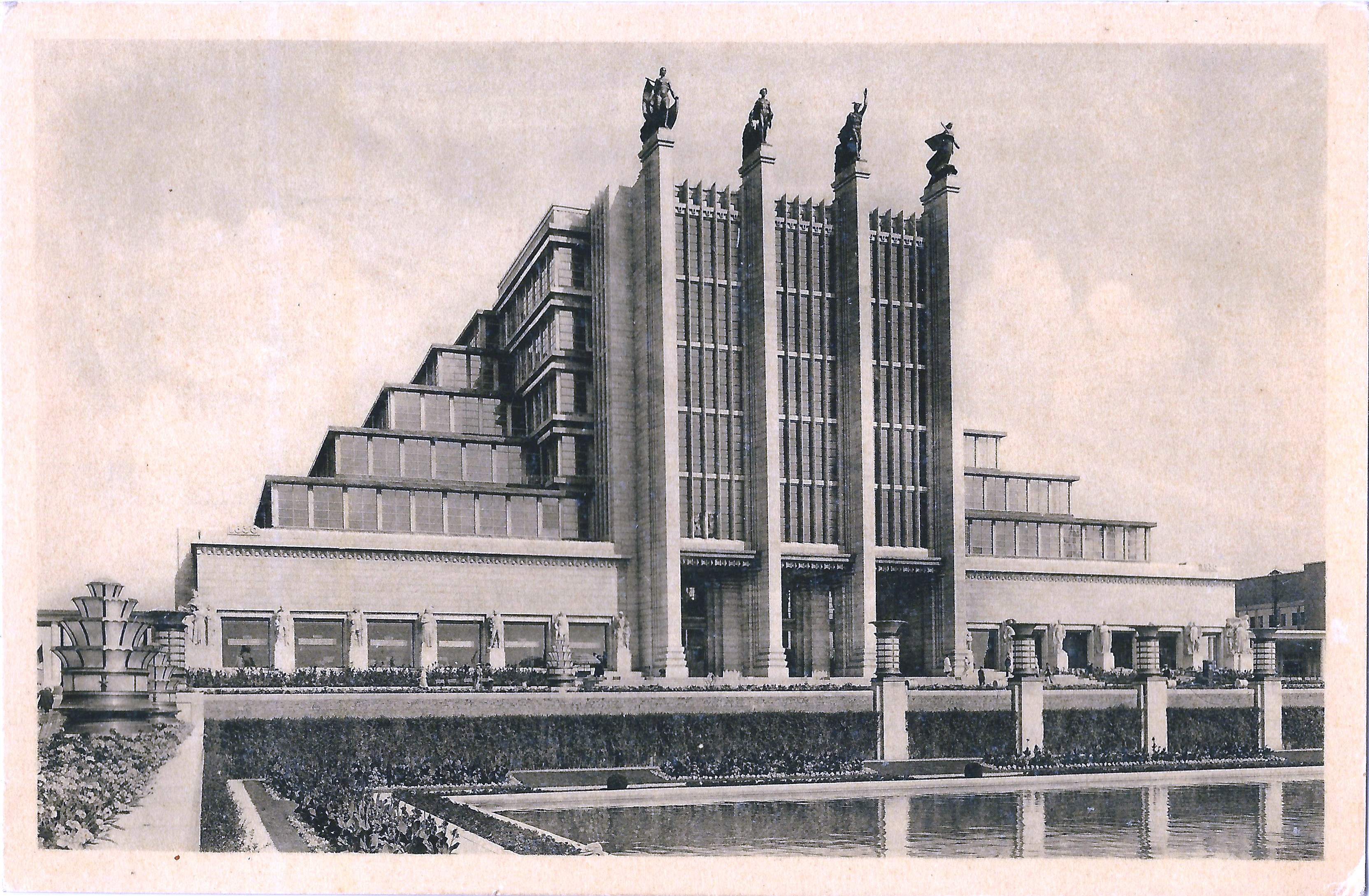
Le palais des expositions lors de l'exposition universelle de 1935

Dès le début des années 1930, c'est tout le plateau qui se transforme pour accueillir l’Exposition universelle de 1935.
Le Palais des expositions sort de terre - du moins les palais 2, 4, 5, 6 et 10, selon la numérotation actuelle. Le profil étagé et très reconnaissable du Palais 5, central, a inspiré le logo qui sera repris, à partir des années 1960, sur les panneaux routiers qui guident les visiteurs.
Le parc d’Osseghem est créé sur les plans de l’architecte paysagiste Jules Buyssens. Son projet est notamment d’ériger un nouveau complexe d’expositions, de stature internationale, qui soit digne d’une capitale, en remplacement du parc du Cinquantenaire devenu trop exigu. L’architecte Joseph Van Neck en conçoit le plan général. Les halles d’exposition du Grand Palais et les quatre autres palais constituent pour l’époque une prouesse technique : la grande halle étend ses 14 000 m2 sous une voute d'arceaux en béton sans soutiens intermédiaires. Une des quatre statues allégoriques de la façade du palais 5 a été conçue par Zhang Chongren.
En 1936, l'asbl Parc des Expositions de Bruxelles, aujourd'hui Brussels-Expo, est créée pour gérer le site et les expositions et salons qui s'y succèdent dont les plus emblématiques sont le Salon de l'automobile de Bruxelles qui se tient sur le site depuis 1937 et le Salon de l'Alimentation et des arts ménagers.

### Exposition universelle de 1958
Dans les années 1950, le Heizel connait une nouvelle mue importante en préparation de l’Exposition universelle de 1958.
La plupart des pavillons de l'exposition sont progressivement démolis - y compris quelques-uns, particulièrement emblématiques, comme le Pavillon Philips - de Le Corbusier - et la Flèche du Génie civil, dynamitée en 1970. L’Atomium reste le principal vestige de cette époque, avec le Théâtre Américain, l'ancien pavillon américain - occupé par la VRT jusqu'en 2012 -, les vestiges de la passerelle royale qui menait du château de Laeken au site de l'exposition et le pavillon Tuilier, classé, aujourd'hui occupé par un restaurant. La Belgique joyeuse, lieu de divertissement de l'exposition, est remplacée par un Meli Park - succursale de celui de La Panne.

### Fin duXXesiècle
Le Palais des expositions s'agrandit progressivement entre 1977 et 1998 avec la construction des palais 11, 12 et 1 : il compte dorénavant 12 palais, reliés entre eux par des galeries couvertes et occupe aujourd'hui un terrain de 22 ha.
L'année 1985 est marquée par le drame du Heysel : une rixe entre supporters cause 39 morts lors de la finale de la coupe des clubs champions européens de football. Depuis, le stade a été réaménagé et renommé stade Roi Baudouin.
En 1987, le palais des expositions du Centenaire accueille la 32e édition du concours Eurovision de la chanson. La même année, le Meli ferme ses portes et est rasé pour être remplacé par le complexe récréatif Bruparck.

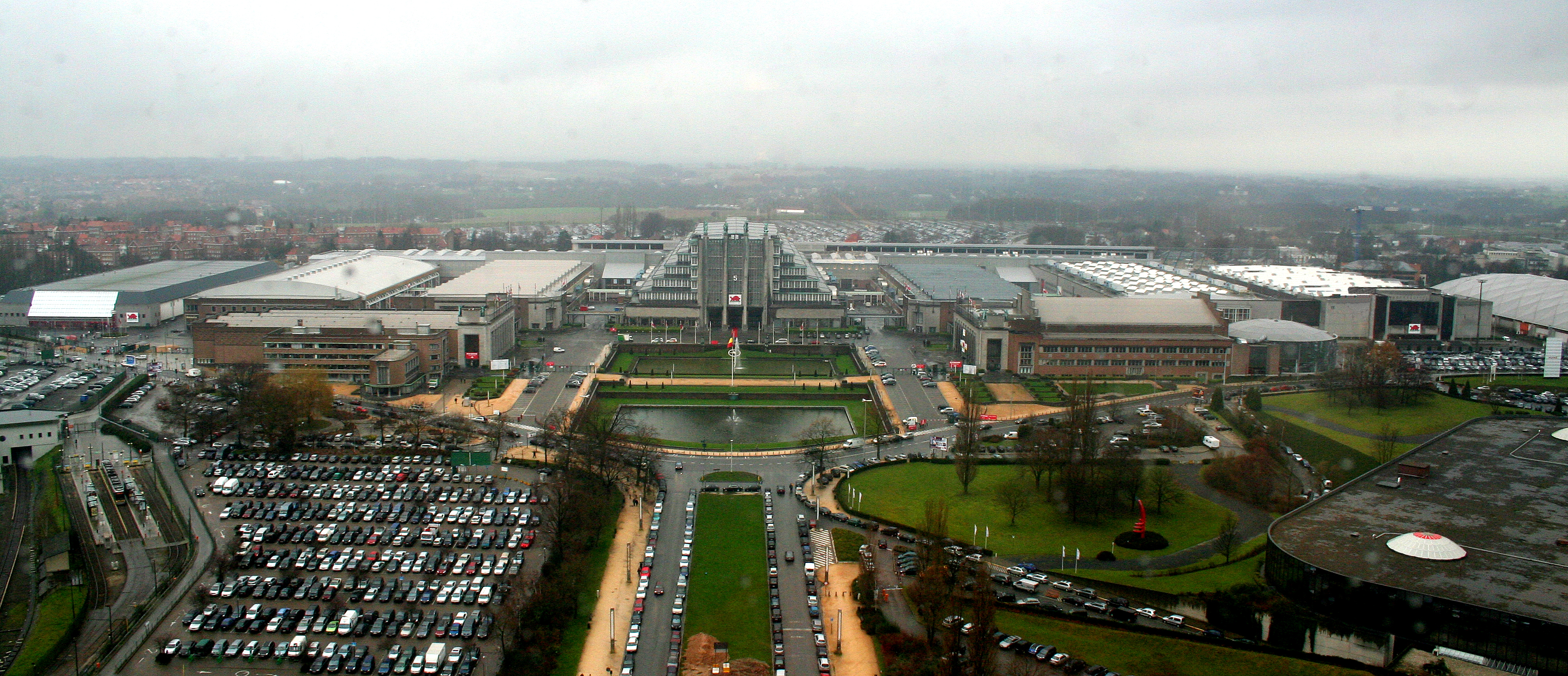
Le haut du plateau du Heysel en 2008, depuis le sommet de l'Atomium. De face : le Palais des expositions ; à droite : le Brussels Trade Mart ; à gauche : le parking et le terminus des trams.

Outre le Parc d’expositions et les Grands Palais, le Heysel abrite un centre d'échanges commerciaux réservé aux professionnels, le Brussels International Trade Mart et un planétarium.
Depuis 2013, le palais 12 des Grands Palais est devenu une salle de spectacle de 15 000 places - capacité dont Bruxelles manquait.

### Projet néo
En 2009, un nouveau projet est lancé pour rénover le plateau du Heyzel.  Celui ci prévoit la construction de 590 logements, d'un nouveau centre commercial appelé Mall of Europe et d'un nouveau parc d'attraction, ainsi qu'un nouveau parc des sports Le coût total est estimé a un milliard d'euros. Le permis d'urbanisme est délivré fin 2018. La fin du projet est prévu pour 2030. Le 16 octobre 2020, le bourgmestre de Bruxelles, Philippe Close, annonce l'abandon définitif d'une partie du projet, notamment le centre de congrès, mais une partie de celui-ci continue comme le centre commercial.

### Chronologie
Cette chronologie cherche à donner un aperçu synthétique de l'urbanisation du plateau du Heizel.
| Date | Événement |
| ---- | --- |
| 1725 | Château du Stuyvenberg |
| 1784 | Château de Laeken |
| 1788 | Château du Belvédère |
| 1854 | Début de la construction de la nouvelle église Notre-Dame de Laeken                                                                    |
| 1865 | Montée sur le trône de Léopold II |
| 1869 | Inauguration de l'école de la rue du Heizel                                                                                            |
| 1880 | Parc de Laeken |
| 1885 | Villa Van der Borght |
| 1902 | Inauguration de la Caserne des Grenadiers                                                                                              |
| 1903 | Fontaine de Neptune |
| 1921 | Laeken est annexée par Bruxelles |
| 1930 | - Fêtes du Centenaire - Inauguration du stade                                                                                          |
| 1935 | - Destruction du pont rustique - Aménagement du parc d'Osseghem - Ouverture du Palais des expositions - Exposition universelle de 1935 |
| 1937 | Premier Salon de l'automobile de Bruxelles au Heysel                                                                                   |
| 1958 | - Construction de l'Atomium - Exposition universelle de 1958                                                                           |
| 1960 | Ouverture du Meli |
| 1985 | Drame du Heysel |
| 1987 | Le Meli est remplacé par Bruparck |

## Éléments remarquables

### Espaces verts
- Le parc d'Osseghem.
- Le théâtre de verdure.

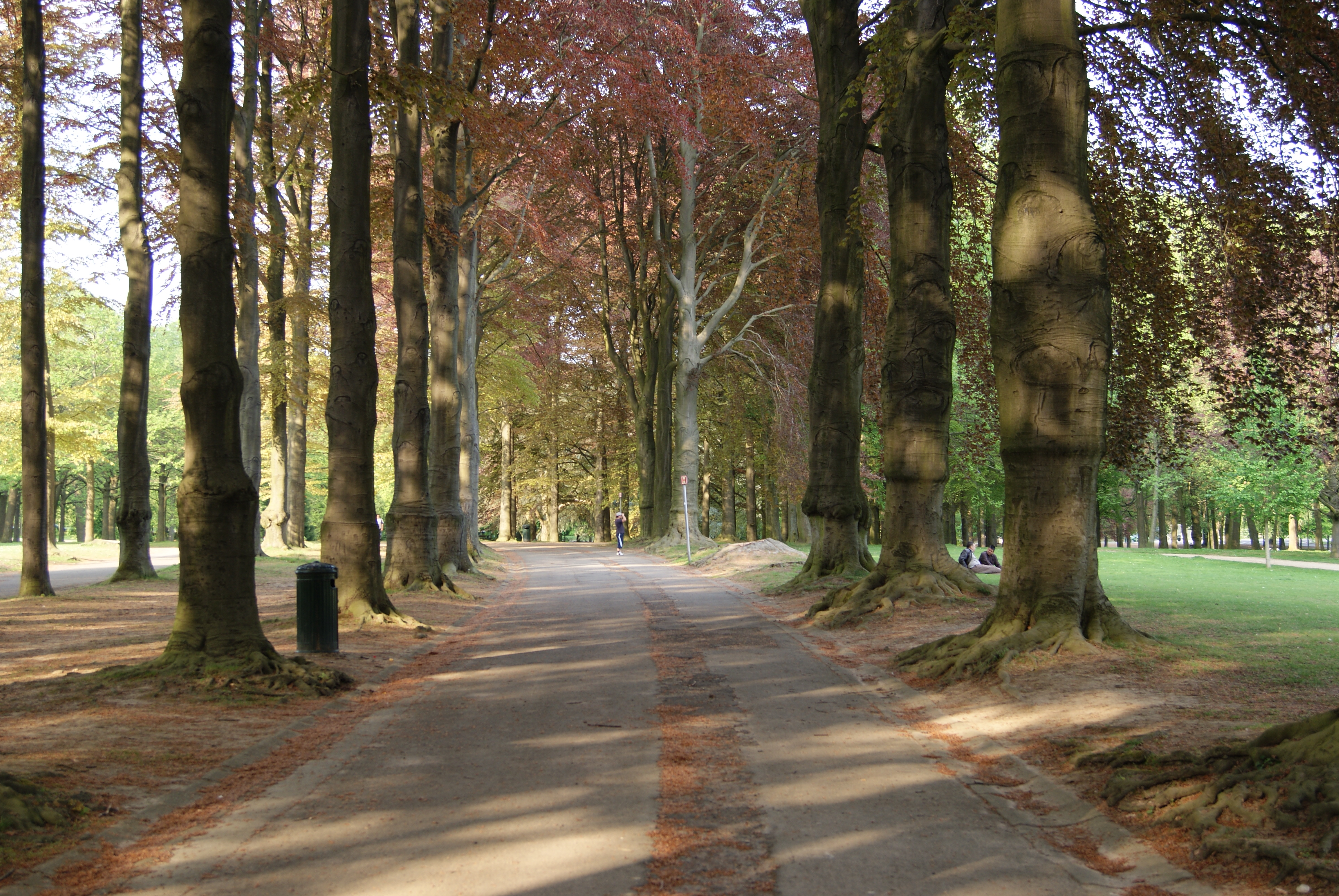
Le parc d'Osseghem.

- Le monument à la mémoire d'Adolphe Max.
- Les vestiges de la passerelle royale.
- Le pavillon Tuilier classé, aujourd'hui occupé par un restaurant.
- Le parc de Laeken.
- Le monument à la Dynastie.
- Le jardin colonial de Laeken.
- Les jardins du Fleuriste du Stuyvenberg.
- Le parc Sobieski.

### Patrimoine

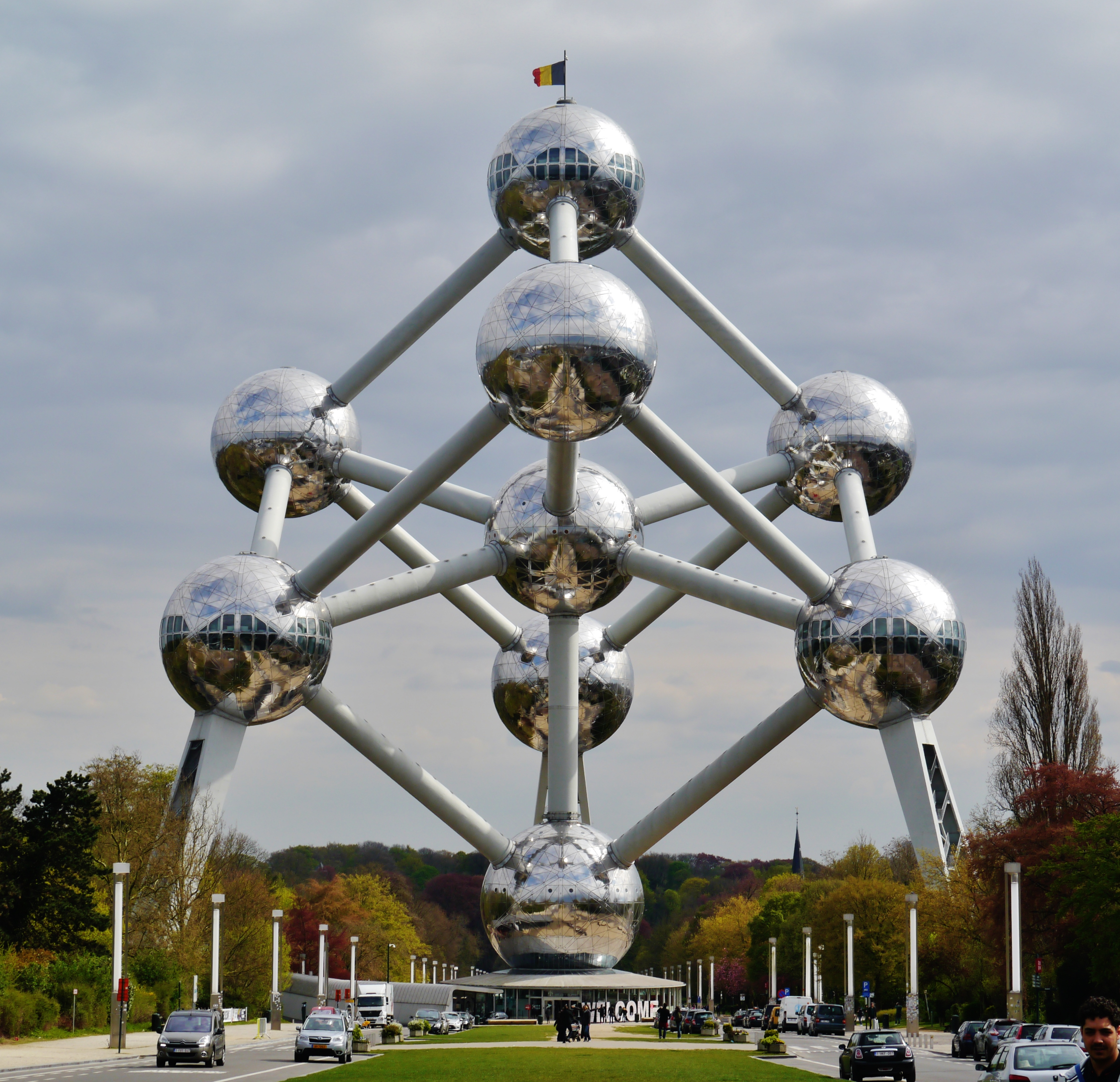
L'Atomium.

- L'Atomium, l'un des monuments les plus connus de Bruxelles.
- L'église Saint-Lambert, construite vers 1906 (en contrebas de l'Atomium, place Saint-Lambert).
- La chapelle Sainte-Anne et sa fontaine miraculeuse.
- Le pavillon américain de l'Exposition universelle de 1958, aujourd'hui occupé par la VRT.
- Le château du Stuyvenberg et la villa Schonenberg : résidences royales et princières.
- Le château de Laeken, dont les serres royales de Laeken.
- Le stade Roi Baudouin, menacé de destruction.
- Le palais des expositions du Heysel.
- La tour japonaise.
- Le pavillon chinois.

### Patrimoine disparu
- La ferme d'Hosseghem.
- Le domaine de l'Institut normal supérieur d'économie ménagère agricole.
- La villa Van der Borght.
- Un pont rustique franchissait les voies de tram qui menaient de l'église Saint-Lambert au Gros Tilleul - placées approximativement à l'endroit où le tunnel aujourd'hui utilisé par les trams 19 et 23 de la STIB fut creusé en 1958. Le pont fut détruit lors des aménagements liées à l'Exposition universelle de 1935. C'est à peu près au même endroit que se trouvait la passerelle qui passait de la villa Van der Borght au domaine royal[23].
- Le château du Coensborgh[24].
- La quasi-totalité des infrastructures et des pavillons de l'exposition universelle de 1958 et, en particulier : le pavillon Philips (de Le Corbusier), la Flèche du Génie civil, la fontaine centrale de l'avenue du Centenaire, la passerelle royale, le téléphérique[25].

### Lieux d'expositions, musées
- Le planétarium de Bruxelles[26].
- Bruparck.
- Brussels Expo[27].

## Événements récurrents
- Le festival Brosella Folk & Jazz, au théâtre de verdure du parc d'Osseghem.
- Le festival Eu'ritmix, au même endroit.
- Le mémorial Van Damme, au stade Roi Baudouin.
- Le salon Made in Asia s’y déroule depuis 2008 au mois de mars. Le salon y a fêté ses 10 ans les 16,17 et 18 mars 2018.

## Accessibilité
| ___ | Ce site est desservi par les stations de métro : Heysel et Roi Baudouin. |

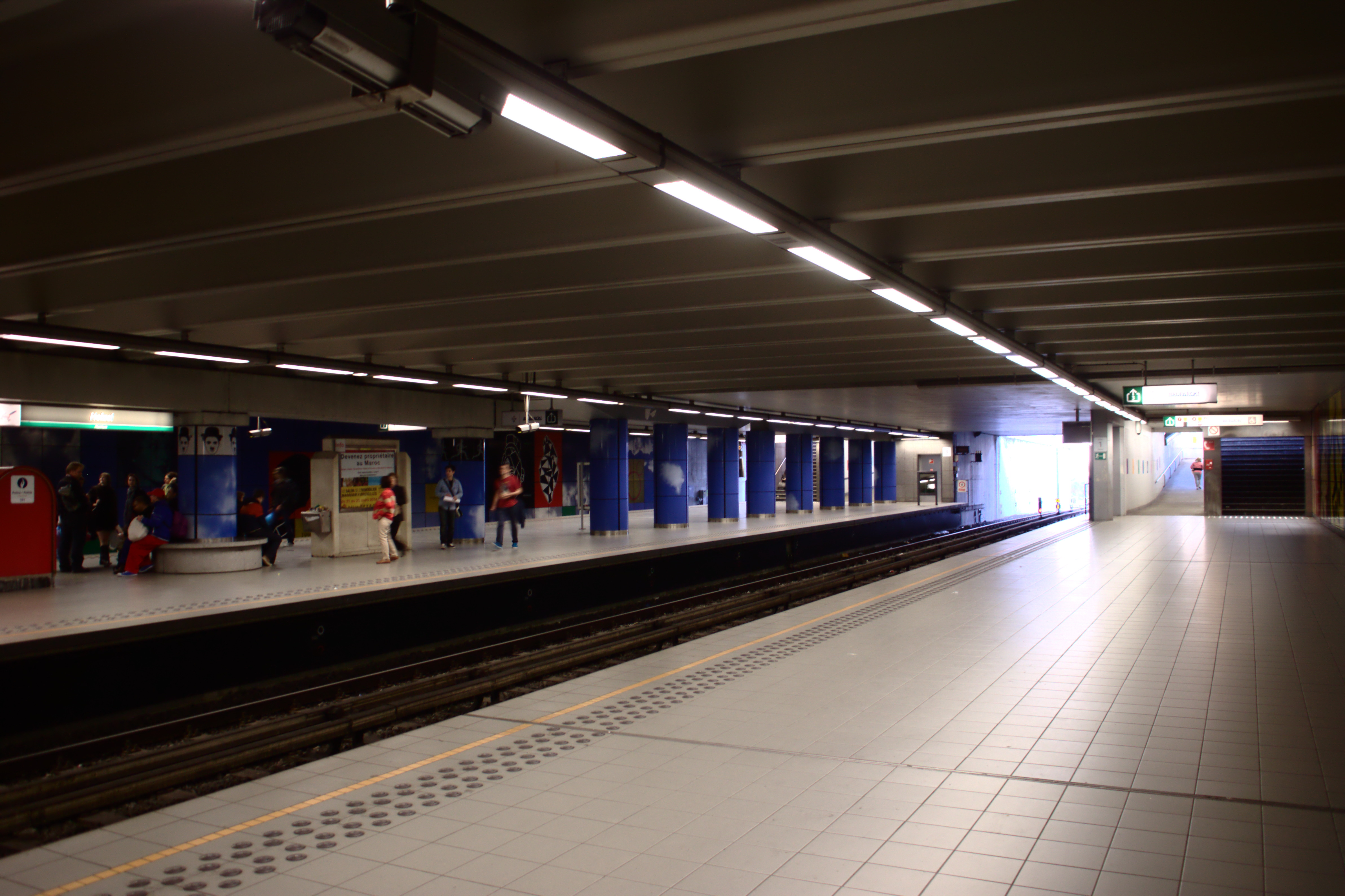
La station de métro Heysel.

Ce site est également accessible par la ligne de tram 7 et la ligne de tram 9 à Roi Baudouin, ainsi la ligne de bus 83 et N18 du réseau Noctis .
Pour les automobilistes, par le Ring de Bruxelles et l'aboutissement de l'autoroute A12.